# Dolnik (Rzyce)
Dolnik (niem. Unterhof) – część  kolonii Rzyce w Polsce, położona w województwie śląskim, w powiecie lublinieckim, w gminie Koszęcin.
W latach 1975–1998 Dolnik przynależał do województwa częstochowskiego.